# Вукол
Вуко́л, или Вику́л, или Вику́ла (др.-греч. βουκόλος — «пастух») — мужское имя греческого происхождения. От имени происходят фамилии Вуколов, Викулин, Викулов.
Именины: 19 февраля.
Производные имена: Вуколка, Викулка, Викуха, Викуша, Куля, Укол.

## Известные носители
- Вукол (ум. 100/105) — ученик апостола и евангелиста Иоанна Богослова, первый епископ Смирнской Церкви (Малая Азия).

## Источник
- Н. А. Петровский. Словарь русских личных имён. ГРАМОТА.РУ. Дата обращения: 25 февраля 2011.